# Pandemia di COVID-19 nel mondo
     Da 1 a 99 casi confermati
     Da 100 a 999 casi confermati
     Da 1 000 a 9 999 casi confermati
     Da 10 000 a 99 999 casi confermati
     Da 100 000 a 999 999 casi confermati
     Da 1 000 000 a 10 000 000 casi confermati
     Da 10 000 000+ casi confermati
     Da 0 a 0,3 casi per 1 000 abitanti
     Da 0,3 a 1 casi per 1 000 abitanti
     Da 1 a 3 casi per 1 000 abitanti
     Da 3 a 10 casi per 1 000 abitanti
     Da 10 a 30 casi per 1 000 abitanti
     Da 30 a 100 casi per 1 000 abitanti
     Da 100+ casi per 1 000 abitanti

Diffusione globale del virus.
Da 1 a 99 casi confermati
Da 100 a 999 casi confermati
Da 1000 a 9999 casi confermati
Da 10000 a 99999 casi confermati
Da 100000 a 999999 casi confermati
Da 1000000 a 10000000 casi confermati
Da 10000000+ casi confermati

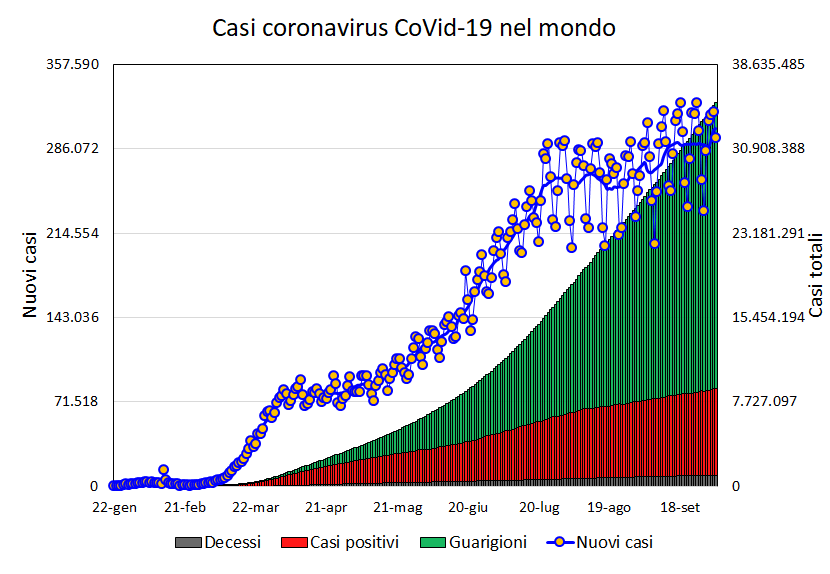
Evoluzione dei casi attivi, delle guarigioni e dei decessi riconducibili al virus a livello mondiale

Diffusione globale del virus pro capite.
Da 0 a 0,3 casi per 1000 abitanti
Da 0,3 a 1 casi per 1000 abitanti
Da 1 a 3 casi per 1000 abitanti
Da 3 a 10 casi per 1000 abitanti
Da 10 a 30 casi per 1000 abitanti
Da 30 a 100 casi per 1000 abitanti
Da 100+ casi per 1000 abitanti

Morti globali pro capite per 100000 abitanti.

Questa voce tratta la diffusione a livello mondiale del COVID-19, il cui primo caso è stato individuato il 17 novembre 2019 a Wuhan, nella provincia cinese dell'Hubei. Il 12 gennaio 2020 l'Organizzazione mondiale della sanità (OMS) ha confermato che un nuovo coronavirus era la causa dell'infezione polmonare che aveva colpito diversi abitanti della sopracitata città. Tale caso era stato portato all'attenzione dell'OMS il 31 dicembre 2019.
Al 30 aprile 2023 il numero di casi della pandemia di COVID-19 confermati in tutto il mondo era 765 222 932, con il coinvolgimento di 231 tra Stati sovrani e territori, incluse 2 navi da crociera. Del totale dei casi riscontrati, 21 798 441 erano ancora attivi, 6 921 614 avevano portato alla morte del paziente, mentre i guariti ammontavano a 736 502 877 (oltre il 99% dei casi chiusi).
Il 5 maggio 2023, l'Organizzazione mondiale della sanità dichiara ufficialmente la fine della pandemia.

## Tabella riassuntiva

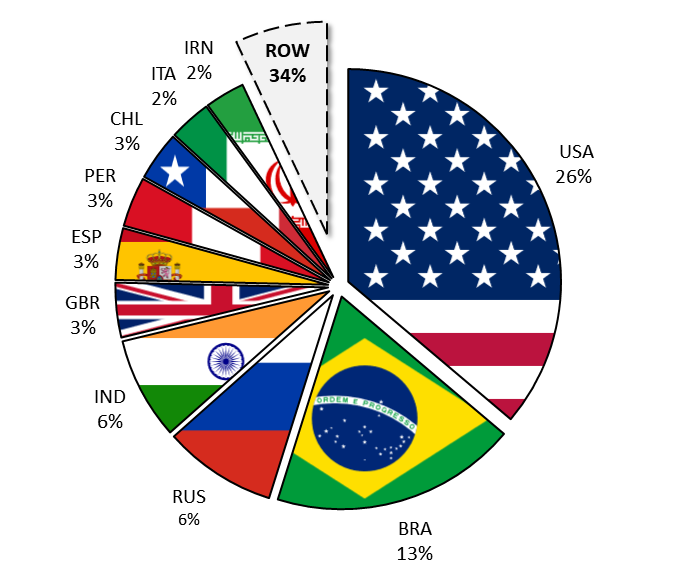
Distribuzione percentuale dei casi di COVID-19 nel mondo divisa per Stato, al 25 giugno 2020

| Luogo                         | Dett.    | Casi confermati | Decessi   | Guarigioni  | Note            |
| ----------------------------- | -------- | --------------- | --------- | ----------- | --------------- |
| Stati Uniti                   | dettagli | 111 545 928     | 1 216 268 | 109 814 428 | [ 11 ]          |
| India                         | dettagli | 45 035 393      | 533 570   | –           | [ 12 ]          |
| Francia                       | dettagli | 40 138 560      | 167 642   | –           | [ 13 ]          |
| Germania                      | dettagli | 38 828 995      | 183 027   | 38 240 600  | [ 14 ] [ 15 ]   |
| Brasile                       | dettagli | 38 846 238      | 712 720   | 36 249 161  | [ 16 ]          |
| Corea del Sud                 | dettagli | 34 571 873      | 35 934    | 34 535 939  | [ 17 ]          |
| Giappone                      | dettagli | 33 803 572      | 74 694    | –           | [ 18 ]          |
| Italia                        | dettagli | 26 755 280      | 196 724   | 26 391 635  | [ 19 ]          |
| Regno Unito                   | dettagli | 24 910 387      | 232 112   | –           | [ 20 ]          |
| Russia                        | dettagli | 24 124 215      | 402 756   | 23 545 818  | [ 21 ]          |
| Turchia                       | dettagli | 17 232 066      | 102 174   | –           | [ 22 ]          |
| Spagna                        | dettagli | 13 914 811      | 121 760   | 13 762 417  | [ 23 ]          |
| Australia                     | dettagli | 11 853 144      | 24 414    | 11 820 014  | [ 24 ]          |
| Vietnam                       | dettagli | 11 625 195      | 43 206    | 10 640 971  | [ 25 ]          |
| Taiwan                        | dettagli | 10 241 523      | 19 005    | -           | [ 26 ] [ 27 ]   |
| Argentina                     | dettagli | 10 128 845      | 130 841   | –           | [ 28 ]          |
| Paesi Bassi                   | dettagli | 8 635 786       | 22 992    | –           | [ 29 ] [ 30 ]   |
| Messico                       | dettagli | 7 702 809       | 334 958   | 6 899 865   | [ 31 ]          |
| Iran                          | dettagli | 7 627 186       | 146 811   | -           | [ 32 ]          |
| Indonesia                     | dettagli | 6 829 221       | 162 063   | 6 647 104   |                 |
| Polonia                       | dettagli | 6 661 991       | 120 598   | –           | [ 33 ]          |
| Colombia                      | dettagli | 6 400 173       | 143 200   | 6 212 152   | [ 34 ]          |
| Grecia                        | dettagli | 6 101 379       | 3 786     | –           | [ 35 ]          |
| Ucraina                       | dettagli | 2 435 413       | 56 446    | 2 258 455   | [ 36 ]          |
| Perù                          | dettagli | 2 176 321       | 199 395   | 2 152 700   | [ 37 ] [ 38 ]   |
| Rep. Ceca                     | dettagli | 1 691 489       | 30 459    | 1 654 206   | [ 39 ]          |
| Sudafrica                     | dettagli | 2 904 307       | 87 705    | 2 776 990   | [ 40 ]          |
| Cile                          | dettagli | 1 654 264       | 37 468    | 1 609 512   | [ 41 ]          |
| Canada                        | dettagli | 1 629 145       | 27 921    | 1 556 543   | [ 42 ]          |
| Romania                       | dettagli | 1 233 668       | 37 041    | 1 118 816   | [ 43 ]          |
| Iraq                          | dettagli | 2 003 303       | 22 260    | 1 910 908   | [ 44 ]          |
| Belgio                        | dettagli | 1 244 954       | 25 602    | –           | [ 45 ] [ 46 ]   |
| Svezia                        | dettagli | 1 152 027       | 14 856    | –           | [ 47 ]          |
| Israele                       | dettagli | 1 282 218       | 7 761     | 1 228 147   | [ 48 ]          |
| Portogallo                    | dettagli | 1 069 279       | 17 975    | 1 020 693   | [ 49 ]          |
| Pakistan                      | dettagli | 1 246 538       | 27 785    | 1 170 590   | [ 50 ]          |
| Ungheria                      | dettagli | 822 072         | 30 185    | 784 539     | [ 51 ]          |
| Bangladesh                    | dettagli | 1 572 127       | 27 912    | 1 536 111   | [ 52 ] [ 53 ]   |
| Giordania                     | dettagli | 823 919         | 10 718    | 800 745     | [ 54 ] [ 55 ]   |
| Serbia                        | dettagli | 941 989         | 8 234     | –           | [ 56 ]          |
| Svizzera                      | dettagli | 840 359         | 10 709    | 317 600     | [ 57 ]          |
| Austria                       | dettagli | 743 095         | 11 009    | 711 844     | [ 58 ]          |
| Libano                        |          | 622 983         | 8 306     | 592 145     | [ 59 ] [ 60 ]   |
| Marocco                       | dettagli | 934 007         | 14 290    | 907 607     | [ 61 ]          |
| Emirati Arabi Uniti           |          | 735 992         | 2 097     | 728 546     | [ 62 ]          |
| Arabia Saudita                | dettagli | 547 035         | 8 709     | 536 079     | [ 63 ]          |
| Bulgaria                      | dettagli | 497 970         | 20 725    | 434 474     | [ 64 ]          |
| Panama                        | dettagli | 467 113         | 7 228     | 456 590     | [ 65 ]          |
| Ecuador                       | dettagli | 507 003         | 32 661    | 443 880     | [ 66 ]          |
| Bielorussia                   | dettagli | 540 079         | 4 159     | 520 024     | [ 67 ]          |
| Bolivia                       | dettagli | 500 445         | 18 735    | 460 004     | [ 68 ]          |
| Nepal                         | dettagli | 795 959         | 11 148    | 766 696     | [ 69 ]          |
| Kazakistan                    | dettagli | 889 040         | 11 253    | 826 090     | [ 70 ] [ 71 ]   |
| Rep. Dominicana               |          | 359 597         | 4 049     | 349 768     | [ 72 ]          |
| Kuwait                        |          | 411 655         | 2 449     | 408 545     | [ 73 ]          |
| Egitto                        | dettagli | 304 524         | 17 231    | 256 886     | [ 74 ]          |
| Guatemala                     | dettagli | 563 257         | 13 625    | 522 451     | [ 75 ]          |
| Qatar                         |          | 236 643         | 606       | 234 762     | [ 76 ]          |
| Oman                          |          | 303 769         | 4 096     | 297 832     | [ 77 ]          |
| Costa Rica                    | dettagli | 532 185         | 6 386     | 437 328     | [ 78 ]          |
| Etiopia                       | dettagli | 345 674         | 5 582     | 312 806     | [ 79 ]          |
| Honduras                      | dettagli | 366 702         | 9 824     | 110 484     | [ 80 ] [ 81 ]   |
| Venezuela                     | dettagli | 368 968         | 4 469     | 351 141     | [ 82 ]          |
| Cina                          | dettagli | 96 081          | 4 636     | 90 463      | [ 83 ]          |
| Bahrein                       |          | 275 025         | 1 389     | 272 905     | [ 84 ]          |
| Armenia                       | dettagli | 261 697         | 5 319     | 241 841     | [ 85 ]          |
| Moldavia                      |          | 294 392         | 6 777     | 277 659     | [ 86 ]          |
| Uzbekistan                    |          | 173 895         | 1 239     | 168 875     | [ 87 ]          |
| Nigeria                       | dettagli | 205 940         | 2 724     | 193 812     | [ 88 ]          |
| Singapore                     |          | 99 430          | 103       | 79 124      | [ 89 ]          |
| Paraguay                      | dettagli | 459 967         | 16 198    | 443 140     | [ 90 ]          |
| Algeria                       | dettagli | 203 359         | 5 812     | –           | [ 91 ]          |
| Irlanda                       | dettagli | 390 989         | 5 249     | –           | [ 92 ]          |
| Kirghizistan                  | dettagli | 178 608         | 2 607     | 173 305     | [ 93 ]          |
| Libia                         | dettagli | 341 091         | 4 664     | 260 885     | [ 94 ]          |
| Tunisia                       | dettagli | 706 314         | 24 842    | 673 990     | [ 95 ]          |
| Ghana                         | dettagli | 127 016         | 1 150     | 122 456     | [ 96 ]          |
| Slovacchia                    |          | 412 507         | 12 637    | –           | [ 97 ]          |
| Afghanistan                   |          | 155 191         | 7 206     | 124 733     | [ 98 ]          |
| Azerbaigian                   |          | 484 591         | 6 543     | 460 738     | [ 99 ]          |
| Kenya                         | dettagli | 249 434         | 5 123     | 241 520     | [ 100 ]         |
| Palestina                     |          | 395 677         | 4 018     | 363 176     | [ 101 ]         |
| Birmania                      |          | 465 922         | 17 789    | 419 842     | [ 102 ]         |
| El Salvador                   | dettagli | 104 348         | 3 234     | 86 851      | [ 103 ]         |
| Bosnia ed Erzegovina          |          | 235 536         | 10 635    | 192 218     | [ 104 ]         |
| Camerun                       | dettagli | 92 303          | 1 459     | 80 433      | [ 105 ] [ 106 ] |
| Costa d'Avorio                | dettagli | 47 760          | 306       | 47 239      | [ 107 ] [ 108 ] |
| Danimarca                     | dettagli | 358 369         | 2 654     | 350 776     | [ 109 ] [ 110 ] |
| Porto Rico                    | dettagli | 149 560         | 3 149     | –           | [ 111 ] [ 112 ] |
| Madagascar                    | dettagli | 43 597          | 960       | 41 283      | [ 113 ] [ 114 ] |
| Macedonia del Nord            | dettagli | 191 408         | 6 668     | 172 653     | [ 115 ]         |
| Sudan                         | dettagli | 38 256          | 2 901     | 32 053      | [ 116 ]         |
| Senegal                       | dettagli | 73 764          | 1 858     | 71 752      | [ 117 ]         |
| Norvegia                      | dettagli | 189 142         | 861       | 88 952      | [ 118 ]         |
| RD del Congo                  | dettagli | 56 862          | 1 084     | 30 858      | [ 119 ] [ 120 ] |
| Guinea                        | dettagli | 30 392          | 378       | 28 822      | [ 121 ]         |
| Malaysia                      | dettagli | 2 257 584       | 26 456    | 2 070 715   | [ 122 ]         |
| Tagikistan                    |          | 17 084          | 124       | 16 960      | [ 123 ]         |
| Finlandia                     | dettagli | 140 889         | 1 062     | 31 000      | [ 124 ] [ 125 ] |
| Haiti                         |          | 21 647          | 610       | 19 463      | [ 126 ] [ 127 ] |
| Gabon                         | dettagli | 29 126          | 178       | 26 541      | [ 128 ]         |
| Mauritania                    | dettagli | 35 989          | 774       | 34 587      | [ 129 ] [ 130 ] |
| Lussemburgo                   | dettagli | 78 130          | 835       | 76 129      | [ 131 ]         |
| Gibuti                        | dettagli | 12 705          | 167       | 12 091      | [ 132 ]         |
| Rep. Centrafricana            | dettagli | 11 371          | 100       | 5 112       | [ 133 ] [ 134 ] |
| Kosovo                        |          | 160 072         | 2 953     | 154 191     | [ 135 ]         |
| Croazia                       | dettagli | 404 790         | 8 640     | 387 275     | [ 136 ]         |
| Albania                       | dettagli | 170 778         | 2 705     | 158 574     | [ 137 ]         |
| Thailandia                    | dettagli | 1 626 604       | 16 943    | 1 496 273   | [ 138 ]         |
| Guinea Equatoriale            | dettagli | 12 214          | 146       | 10 721      | [ 139 ]         |
| Somalia                       | dettagli | 19 235          | 1 079     | 9 250       | [ 140 ]         |
| Maldive                       |          | 84 809          | 231       | 82 974      | [ 141 ] [ 142 ] |
| Cuba                          | dettagli | 877 428         | 7 436     | 841 128     | [ 143 ] [ 144 ] |
| Mali                          | dettagli | 15 182          | 548       | 14 285      | [ 145 ]         |
| Nicaragua                     | dettagli | 13 911          | 203       | –           | [ 146 ]         |
| Sri Lanka                     |          | 518 775         | 12 964    | 458 085     | [ 147 ] [ 148 ] |
| Estonia                       | dettagli | 156 257         | 1 357     | 143 943     | [ 149 ] [ 150 ] |
| Islanda                       | dettagli | 11 801          | 33        | 11 426      | [ 151 ]         |
| Lituania                      | dettagli | 331 683         | 4 993     | 303 288     | [ 152 ] [ 153 ] |
| Malawi                        | dettagli | 61 552          | 2 281     | 54 983      | [ 154 ]         |
| Slovenia                      | dettagli | 292 333         | 4 556     | –           | [ 155 ]         |
| Zambia                        | dettagli | 209 046         | 3 648     | 204 983     | [ 156 ]         |
| Rep. del Congo                | dettagli | 14 244          | 193       | 8 208       | [ 157 ] [ 158 ] |
| Montenegro                    |          | 131 499         | 1 923     | 122 723     | [ 159 ]         |
| Capo Verde                    | dettagli | 37 535          | 337       | 36 615      | [ 160 ]         |
| Hong Kong                     | dettagli | 75 248          | 385       | 14 183      | [ 161 ]         |
| RP di Doneck                  |          | 67 201          | 4 875     | 52 471      | [ 162 ]         |
| Lettonia                      | dettagli | 158 291         | 2 717     | 146 449     | [ 163 ]         |
| Ruanda                        | dettagli | 97 695          | 1 276     | 91 490      | [ 164 ] [ 165 ] |
| USS Theodore Roosevelt        |          | 1 102           | 1         | 751         | [ 166 ] [ 167 ] |
| Charles De Gaulle             |          | 1 081           | 0         | 0           | [ 168 ]         |
| Mozambico                     | dettagli | 150 723         | 1 917     | 146 969     | [ 169 ]         |
| eSwatini                      | dettagli | 45 904          | 1 217     | 44 060      | [ 170 ]         |
| Cipro                         | dettagli | 118 421         | 553       | –           | [ 171 ]         |
| Uganda                        | dettagli | 123 572         | 3 156     | 96 097      | [ 172 ]         |
| Andorra                       | dettagli | 15 222          | 130       | 15 004      | [ 173 ]         |
| Giamaica                      | dettagli | 83 737          | 1 869     | 52 817      | [ 174 ]         |
| Malta                         | dettagli | 37 148          | 457       | 35 359      | [ 175 ]         |
| Zimbabwe                      | dettagli | 130 485         | 4 616     | 122 621     | [ 176 ]         |
| Suriname                      |          | 41 419          | 879       | 26 909      | [ 177 ]         |
| Somaliland                    |          | 6 558           | 417       | 4 738       | [ 178 ] [ 179 ] |
| RP di Lugansk                 |          | 12 897          | 1 353     | 9 768       | [ 180 ]         |
| Namibia                       | dettagli | 127 493         | 3 494     | 122 788     | [ 181 ]         |
| Jersey                        | dettagli | 10 008          | 78        | 9 676       | [ 182 ]         |
| Siria                         |          | 33 323          | 2 215     | 23 599      | [ 183 ]         |
| Angola                        | dettagli | 56 583          | 1 537     | 47 567      | [ 184 ]         |
| Botswana                      | dettagli | 173 788         | 2 354     | 171 434     | [ 185 ]         |
| Guam                          |          | 14 897          | 196       | 11 171      | [ 11 ] [ 186 ]  |
| Guyana                        |          | 31 638          | 783       | 26 762      | [ 187 ]         |
| Guadalupa                     |          | 182             | 14        | 157         | [ 188 ]         |
| Trinidad e Tobago             |          | 49 822          | 1 466     | 44 575      | [ 189 ]         |
| Artsakh                       |          | 3 004           | 31        | 337         | [ 190 ]         |
| Isole Vergini Americane       |          | 6 721           | 71        | 6 472       | [ 191 ] [ 192 ] |
| Cipro del Nord                | dettagli | 19 386          | 78        | 18 419      | [ 193 ]         |
| Bahamas                       |          | 20 842          | 523       | 18 321      | [ 194 ]         |
| Aruba                         |          | 15 472          | 166       | 15 065      | [ 195 ]         |
| Ossezia del Sud               |          | 5 962           | 60+       | 5 091       | [ 196 ]         |
| Polinesia francese            |          | 44 942          | 620       | 21 469      | [ 197 ] [ 198 ] |
| Gambia                        | dettagli | 9 934           | 338       | 9 588       | [ 199 ]         |
| Abcasia                       |          | 27 775          | 417       | 22 680      | [ 200 ]         |
| Belize                        | dettagli | 20 568          | 409       | 17 956      | [ 201 ]         |
| Sudan del Sud                 | dettagli | 11 981          | 128       | 10 917      | [ 202 ] [ 203 ] |
| Uruguay                       | dettagli | 388 928         | 6 055     | 381 559     | [ 204 ]         |
| Benin                         | dettagli | 23 255          | 154       | 20 930      | [ 205 ] [ 206 ] |
| Burkina Faso                  | dettagli | 14 213          | 183       | 13 869      | [ 207 ]         |
| Guinea-Bissau                 | dettagli | 6 102           | 135       | 5 237       | [ 208 ] [ 209 ] |
| Sierra Leone                  | dettagli | 6 393           | 121       | 4 381       | [ 210 ]         |
| Togo                          | dettagli | 25 368          | 228       | 22 908      | [ 211 ]         |
| Yemen                         |          | 9 067           | 1 721     | 5 634       | [ 212 ]         |
| Lesotho                       | dettagli | 14 395          | 403       | 6 830       | [ 213 ]         |
| Nuova Zelanda                 | dettagli | 3 962           | 27        | 3 696       | [ 214 ]         |
| Ciad                          | dettagli | 5 042           | 174       | 4 857       | [ 215 ]         |
| Liberia                       | dettagli | 5 794           | 283       | 5 488       | [ 216 ] [ 217 ] |
| Niger                         | dettagli | 6 008           | 201       | 5 754       | [ 218 ]         |
| São Tomé e Príncipe           | dettagli | 3 504           | 51        | 2 781       | [ 219 ]         |
| Curaçao                       |          | 16 465          | 162       | 15 892      | [ 220 ]         |
| San Marino                    | dettagli | 5 428           | 91        | 5 310       | [ 221 ]         |
| Sint Maarten                  |          | 4 307           | 66        | 4 081       | [ 222 ]         |
| Diamond Princess              | dettagli | 712             | 14        | 698         | [ 223 ] [ 224 ] |
| Turks e Caicos                |          | 2 859           | 23        | 2 780       | [ 225 ]         |
| Gibilterra                    | dettagli | 5 549           | 97        | 5 377       | [ 226 ]         |
| Papua Nuova Guinea            | dettagli | 20 221          | 229       | 18 449      | [ 227 ]         |
| Burundi                       | dettagli | 17 728          | 14        | 773         | [ 228 ]         |
| Saint-Martin                  |          | 43              | 3         | 37          | [ 229 ]         |
| Comore                        | dettagli | 4 147           | 147       | 3 966       | [ 230 ]         |
| Fær Øer                       |          | 1 178           | 2         | 1 072       | [ 231 ] [ 232 ] |
| Eritrea                       | dettagli | 6 722           | 42        | 6 635       | [ 233 ]         |
| Mauritius                     | dettagli | 15 695          | 84        | 1 854       | [ 234 ] [ 235 ] |
| Liechtenstein                 |          | 3 449           | 60        | 3 368       | [ 236 ] [ 237 ] |
| Isola di Man                  | dettagli | 7 544           | 51        | 6 790       | [ 238 ]         |
| Bhutan                        |          | 2 600           | 3         | 2 593       | [ 239 ]         |
| Mongolia                      | dettagli | 247 212         | 982       | 241 501     | [ 240 ]         |
| Cambogia                      |          | 112 651         | 2 319     | 102 827     | [ 241 ] [ 242 ] |
| Monaco                        | dettagli | 3 314           | 33        | 3 254       | [ 243 ]         |
| Guernsey                      | dettagli | 1 603           | 19        | 1 505       | [ 244 ]         |
| Isole Cayman                  | dettagli | 853             | 2         | 781         | [ 245 ]         |
| Barbados                      |          | 8 180           | 69        | 6 819       | [ 246 ]         |
| Bermuda                       |          | 5 244           | 72        | 3 719       | [ 247 ]         |
| Seychelles                    | dettagli | 21 347          | 115       | 20 903      | [ 248 ] [ 249 ] |
| Costa Atlantica               | dettagli | 148             | 0         | 148         | [ 250 ] [ 251 ] |
| Brunei                        | dettagli | 6 950           | 47        | 4 722       | [ 252 ] [ 253 ] |
| Bonaire                       | dettagli | 2 060           | 19        | 1 921       | [ 254 ]         |
| Greg Mortimer                 | dettagli | 128             | 1         | –           | [ 255 ] [ 256 ] |
| Antigua e Barbuda             |          | 3 188           | 76        | 2 134       | [ 257 ]         |
| Georgia                       |          | 614 763         | 8 976     | 586 704     | [ 258 ]         |
| Isole Marianne Settentrionali |          | 269             | 2         | 32          | [ 259 ] [ 260 ] |
| Isole Vergini Britanniche     |          | 2 642           | 37        | 2 555       | [ 261 ] [ 262 ] |
| Saint Vincent e Grenadine     |          | 3 508           | 21        | 2 436       | [ 263 ]         |
| Macao                         | dettagli | 71              | 0         | 63          | [ 264 ]         |
| Saint Lucia                   |          | 11 459          | 201       | 9 718       | [ 265 ]         |
| Figi                          |          | 51 023          | 624       | 37 080      | [ 266 ]         |
| Dominica                      | dettagli | 3 602           | 21        | 3 006       | [ 267 ]         |
| Timor Est                     |          | 19 382          | 113       | 18 275      | [ 268 ]         |
| Grenada                       |          | 5 140           | 139       | 3 417       | [ 269 ] [ 270 ] |
| Città del Vaticano            | dettagli | 29              | 0         | 27          | [ 271 ] [ 272 ] |
| Nuova Caledonia               |          | 7 428           | 119       | 58          | [ 273 ]         |
| Laos                          |          | 23 846          | 18        | 8 687       | [ 274 ]         |
| Saint Kitts e Nevis           |          | 1 965           | 13        | 1 000       | [ 275 ] [ 276 ] |
| Groenlandia                   |          | 584             | 0         | 504         | [ 277 ] [ 278 ] |
| Saint-Pierre e Miquelon       | dettagli | 31              | 0         | 31          | [ 279 ] [ 280 ] |
| Isole Falkland                |          | 67              | 0         | 63          | [ 281 ]         |
| MS Zaandam                    | dettagli | 13              | 4         | –           | [ 282 ] [ 283 ] |
| Montserrat                    | dettagli | 33              | 1         | 30          | [ 284 ]         |
| Sint Eustatius                |          | 28              | 0         | 23          | [ 285 ]         |
| Coral Princess                | dettagli | 12              | 3         | –           | [ 286 ]         |
| Sahara Occidentale            | dettagli | 10              | 1         | 8           | [ 287 ]         |
| HNLMS Dolfijn                 |          | 8               | 0         | 8           | [ 288 ] [ 289 ] |
| Isole BES                     |          | 7               | 0         | 7           | [ 290 ]         |
| Saint-Barthélemy              |          | 6               | 0         | 6           | [ 291 ]         |
| Saba                          |          | 11              | 0         | 11          | [ 292 ]         |
| Anguilla                      |          | 409             | 1         | 374         | [ 293 ]         |
| Isole Salomone                |          | 20              | 0         | 18          | [ 294 ] [ 295 ] |
| Isole Marshall                |          | 4               | 0         | 4           | [ 296 ] [ 297 ] |
| Leopold I                     |          | 1               | 0         | 0           | [ 298 ]         |
| Vanuatu                       |          | 3               | 0         | 3           | [ 299 ] [ 300 ] |
| Wallis e Futuna               |          | 445             | 7         | 438         | [ 301 ]         |
| Tanzania                      | dettagli | 25 846          | 719       | 183         | [ 302 ] [ 303 ] |
|                               |          | 234 339 711     | 4 793 164 | –           | [ 304 ]         |

"–" indica dati non ancora disponibili.
1. ↑  Stato, territorio o mezzo di trasporto internazionale in cui è stato diagnosticato il caso. La nazionalità e la posizione dell'infezione originale possono variare.
2. ↑  Inclusi i casi di Porto Rico, di Guam, delle Isole Marianne Settentrionali e delle Isole Vergini Americane, ma elencati separatamente
3. ↑  Il caso riportato nella base navale della Baia di Guantánamo non è incluso nei conteggi di alcuna nazione o territorio. Dall'aprile 2020, il Dipartimento della difesa degli Stati Uniti d'America ha ordinato a tutte le basi, compresa la baia di Guantanamo, di non riportare più le statistiche sui casi.
4. ↑  I casi della l'USS Theodore Roosevelt, attaccata a Guam, vengono riportati separatamente dai dati nazionali ma inclusi nei totali della Marina
5. ↑  Inclusa la nave da crociera Grand Princess
6. ↑  Esclusi i casi delle regioni d'oltremare della Guiana francese, della Guadalupa, della Martinica, la Maiotta e La Riunione e delle collettività di Saint Barthélemy e Saint-Martin
7. ↑  Esclusi i casi delle collettività di Nuova Caledonia, Polinesia francese e Saint-Pierre e Miquelon
8. ↑  I guariti comprendono solo casi precedentemente ospedalizzati
9. ↑  Non tutte le autorità statali della Germania comunicano i guariti
10. ↑  I guariti includono stime dell'Istituto Robert Koch
11. ↑  Dal 6 giugno, il governo brasiliano ha ordinato al Ministero della Salute di interrompere la comunicazione del numero totale di decessi e casi attivi. Successivamente, il Consiglio nazionale dei segretari sanitari ha assunto la funzione di riportare il numero totale di decessi e casi attivi.
12. ↑  Esclusi i casi di tutti i territori d'oltremare britannici e le dipendenze della Corona
13. ↑  Esclusi i casi confermati tramite test sierologici
14. ↑  Il Regno Unito ha deciso di non pubblicare più i dati relativi alle guarigioni dal 23 marzo 2020. L'ultimo dato risale al 22 marzo con 135 guariti.
15. ↑  Inclusi anche i casi della Crimea e di Sebastopoli
16. ↑  Esclusi i casi dalla nave da crociera Diamond Princess che sono classificati come "su trasporto internazionale"
17. ↑  Esclusi i casi confermati tramite test sierologici
18. ↑  Esclusi i casi confermati sul territorio dichiarato delle Isole Falkland. Anche se dall'11 aprile, il Ministero della Salute argentino li include nei loro rapporti ufficiali.
19. ↑  Non sono inclusi i casi di Saba, Bonaire, Sint Eustatius, Sint Maarten, Curaçao e Aruba
20. ↑  Esclusi i casi dalla contestata Crimea e Sebastopoli. I casi in questi territori sono inclusi nel totale russo.
21. ↑  Sono inclusi anche i casi dell'Isola di Pasqua
22. ↑  I decessi includono solo casi con test PCR positivi e catalogati come "Decesso correlato a COVID-19" dal Registro Civile e dal Servizio di identificazione. Questo numero è pubblicato sui rapporti giornalieri del Ministero della Salute. Il 20 giugno 2020, il Ministero ha comunicato che il numero totale di decessi era di 7.144, inclusi casi sospetti senza test PCR. Tuttavia questo numero non verrà pubblicato quotidianamente, ma solo settimanalmente.
23. ↑  Il 2 giugno 2020, il governo cileno ha deciso di non pubblicare il numero dei pazienti guariti
24. ↑  Il numero dei decessi comprende anche casi non testati e casi in case di riposo che presumibilmente sono morti a causa della COVID-19, mentre la maggior parte dei paesi include solo decessi di casi testati negli ospedali
25. ↑  Compresi i casi dalle controverse Alture del Golan
26. ↑  Esclusi i casi della Palestina
27. ↑  Inclusa la nave da crociera Ms River Anuket
28. ↑  Sono esclusi 413 casi asintomatici sotto osservazione medica
29. ↑  I casi asintomatici non sono stati segnalati prima del 31 marzo 2020
30. ↑  Esclusi i casi dello stato de facto della Repubblica dell'Artsakh
31. ↑  I casi dei territori autonomi delle Isole Fær Øer e della Groenlandia vengono elencati separatamente
32. ↑  I casi vengono conteggiati nel totale degli Stati Uniti
33. ↑  Esclusi i casi dello stato de facto del Somaliland
34. ↑  Inclusa la nave da crociera MS Braemar
35. ↑  Non sono inclusi i casi dello stato de facto di Cipro del Nord
36. ↑  I casi vengono conteggiati nel totale degli Stati Uniti
37. ↑  I casi vengono conteggiati nel totale degli Stati Uniti
38. ↑  I casi di Cipro del Nord non vengono conteggiati in quelli di Cipro
39. ↑  La nave da crociera è, al 25 febbraio 2020, messa in quarantena nelle acque giapponesi e gestita dal governo giapponese. Tuttavia, l'OMS classifica i casi a bordo come ubicati "su un trasporto internazionale" anziché in Giappone. Questi casi non sono inclusi nel conteggio ufficiale del governo giapponese.
40. ↑  Non sono inclusi i casi degli stati di facto dell'Abcasia e dell'Ossezia del Sud
41. ↑  I casi vengono conteggiati nel totale degli Stati Uniti
42. ↑  La nave da crociera è, al 28 marzo 2020, messa in quarantena nelle acque panamensi e gestita dal governo panamense. Tuttavia, l'OMS classifica i casi a bordo come ubicati "su un trasporto internazionale" anziché a Panama. Questi casi non sono inclusi nel conteggio ufficiale del governo panamense.
43. ↑  Inclusi i casi della MS Rotterdam
44. ↑  Dal 29 aprile 2020 la Tanzania ha deciso momentaneamente di non pubblicare più aggiornamenti riguardanti l'andamento della pandemia nel Paese. Gli ultimi dati disponibili risalgono al 29 aprile con 509 casi, 21 decessi e 183 guariti.

## La pandemia nei continenti

### Africa
Da 10 000 a 99 999 casi
     Da 1 000 a 9 999 casi
     Da 100 a 999 casi
     Da 10 a 99 casi
     Da 1 a 9 casi

Da 10000 a 99999 casi
Da 1000 a 9999 casi
Da 100 a 999 casi
Da 10 a 99 casi
Da 1 a 9 casi
La diffusione dei casi al 23 maggio 2021

La diffusione dei casi di COVID-19 in Sudafrica al 16 ottobre

I primi contagi nel continente africano si sono registrati nei paesi che si affacciano sul Mediterraneo, essendo essi quelli che hanno un maggior numero di contatto con i paesi europei, tra cui l'Italia, in cui la COVID-19 si è diffuso poco dopo la sua comparsa in Cina. Così, il primo caso è stato registrato nel continente il 14 febbraio, in Egitto, portato da una persona non africana mentre nell'Africa subsahariana il primo contagio è stato confermato il 28 febbraio, in Nigeria, e anche in questo caso non si trattava di una persona africana o comunque residente in Africa, bensì di un italiano partito dall'Italia e atterrato all'aeroporto internazionale di Lagos il 25 febbraio. Dopo questi primi casi, il virus si è via via sparso in tutti gli Stati del continente africano, e, stando a quanto riportando dal quotidiano The New York Times, la maggior parte dei casi risultati positivi all'inizio della pandemia nei vari paesi era costituita da persone arrivate o rientrate dall'Europa e dagli Stati Uniti d'America piuttosto che dalla Cina.
Verso la metà e la fine di marzo sono stati registrati i primi casi nell'Africa più interna, dove comunque i contagi si sono mantenuti bassi almeno fino alla metà di aprile, sia perché si tratta di nazioni in cui le infrastrutture stradali non sono molte e quindi la trasmissione del virus è anche ostacolata da motivi logistici, sia perché molte nazioni, consce di quanto stava accadendo attorno a loro avevano messo in atto misure preventive ancora prima che il primo caso di COVID-19 fosse registrato nei loro confini. A metà aprile, con più di 20 000 casi confermati e di 1 000 morti nel continente, gli unici due paesi non toccati dalla pandemia risultavano essere il Lesotho e le Comore, mentre i più colpiti erano, come detto, gli stati che affacciano sul Mediterraneo, primo fra tutti l'Egitto, e il Sudafrica.
La maggior parte degli addetti sanitari ha dichiarato molta preoccupazione per una possibile diffusione della COVID-19 in Africa, poiché i sistemi sanitari di molti paesi del continente sarebbero del tutto inadeguati a rispondere a una simile pandemia, dato che già in condizioni non di emergenza soffrono di carenza di equipaggiamenti (per fare un esempio, in Sudan del Sud sono disponibili solo 4 ventilatori polmonari per una popolazione di 11 milioni di abitanti), di mancanza di fondi, di personale sanitario non sufficientemente addestrato e di strumenti inadatti a tracciare la diffusione del virus (ad esempio a São Tomé e Príncipe mancano laboratori di analisi e i tamponi usati vanno mandati in Gabon perché possano essere analizzati). Quello che si teme è che, se non tenuta sotto controllo sin da subito e dai pochi primi casi, l'epidemia potrebbe dilagare in Africa, causando danni economici, politici e naturalmente sanitari, incalcolabili. Anche per questo l'OMS ha aiutato diversi paesi africani ad approntare laboratori dove realizzare test per la COVID-19.

### Antartide
L'Antartide è stato a lungo l'unico continente a non essere stato raggiunto dalla pandemia di COVID-19. La British Antarctic Survey ha adottato misure precauzionali: le persone che giungono alle stazioni di ricerca in Antartide devono sottoporsi all'isolamento e allo screening per COVID-19. Le basi in Antartide al momento contengono solo squadre di personale al minimo indispensabile per il funzionamento, i visitatori sono stati limitati e la ricerca scientifica ha subito una forte riduzione. Tuttavia nel dicembre 2020 per la prima volta sono stati rilevati casi di contagio nel continente australe, in particolare nella base generale Bernardo O'Higgins, stazione di ricerca cilena.

### Asia
100 000+ casi
     Da 10 000 a 99 999 casi
     5 000 a 9 999 casi
     1 000 a 4 999 casi
     Da 500 a 999 casi
     Da 100 a 499 casi
     Da 50 a 99 casi
     Da 1 a 49 casi
     nessun caso/nessun dato
     casi sospetti

100000+ casi
Da 10000 a 99999 casi
5000 a 9999 casi
1000 a 4999 casi
Da 500 a 999 casi
Da 100 a 499 casi
Da 50 a 99 casi
Da 1 a 49 casi
nessun caso/nessun dato
casi sospetti
La diffusione della COVID-19 in Asia al 10 ottobre

La densità dei casi confermati di COVID-19 in Giappone

Il 12 gennaio 2020, l'Organizzazione mondiale della sanità (OMS) ha confermato che un nuovo coronavirus era la causa di una nuova infezione polmonare che aveva colpito diversi abitanti della città di Wuhan, nella provincia cinese dell'Hubei, il cui caso era stato portato all'attenzione dell'OMS il 31 dicembre 2019.
In seguito il governo cinese ha rivelato che il primo paziente confermato ha mostrato i primi sintomi il 1º dicembre 2019, anche se in seguito il South China Morning Post ha riferito che il primo paziente potrebbe essere un uomo di 55 anni dalla provincia dello Hubei che ha mostrato i primi sintomi già dal 17 novembre. Da Wuhan poi, complice anche l'imminente Capodanno cinese, il virus si è diffuso nell'intera provincia dell'Hubei e poi in quelle limitrofe, tanto che, all'inizio del 2020 la Cina aveva già rilevato 266 casi.
Il primo caso in un paese asiatico al di fuori della Cina è stato confermato nel sud-est asiatico, in Thailandia, il 13 gennaio 2020, quando il governo del paese ha annunciato il suo primo caso sul suo territorio di COVID-19: una donna cinese di 66 anni residente a Wuhan e arrivata in Thailandia l'8 gennaio all'aeroporto di Bangkok-Suvarnabhumi, dove le era stata misurata la temperatura. Il primo caso nel subcontinente indiano e in tutta l'Asia meridionale è invece stato riscontrato in Nepal, il 24 gennaio: uno studente nepalese che studiava all'Università di Wuhan e che era tornato in patria pochi giorni prima.
Se i contagi nell'Asia orientale sono stati diffusi quasi sempre da cittadini cinesi, è il caso ad esempio anche del primo caso giapponese, la diffusione in Medio Oriente è stata dovuta sia a nazioni europee, è il caso della Giordania, il cui primo contagio era un cittadino giordano da poco rientrato dall'Italia, sia, soprattutto, all'Iran, dove la COVID-19 è stato confermata già il 19 febbraio e che, a metà aprile, risultava il Paese con più casi confermati (oltre 80 000) della regione assieme alla Turchia. Dall'Iran, infatti, il contagio si è sparso in Armenia, in Azerbaigian, in Georgia e in molti altri Paesi asiatici.
Il 7 aprile la Cina ha dichiarato che per la prima volta non era stato registrato nessun nuovo caso e, alla mezzanotte dello stesso giorno, il governo ha tolto Wuhan dal regime di isolamento che durava dal 23 gennaio. Nel corso del mese anche le curve dei contagi di paesi come la Corea del Sud e Singapore si sono appiattite, ma, stando a quanto affermato Takeshi Kasai, direttore regionale dell'Organizzazione mondiale della sanità per il Pacifico occidentale, l'epidemia poteva comunque dirsi tutt'altro che finita dato che ancora a metà aprile continuavano a comparire nuovi focolai nella regione. Molte sono infatti le realtà asiatiche che mettono in agitazione la comunità internazionale. Da un lato ci sono infatti paesi come l'India, che ha una popolazione di oltre un miliardo e 400 milioni di persone, dove, pur essendoci una relativa stabilità politica, oltre un quarto della popolazione vive in condizioni di miseria assoluta e la maggior parte delle infrastrutture è ritenuta inadeguata ad affrontare una simile catastrofe sanitaria. Dall'altro ci sono invece realtà come la Siria e lo Yemen, prive di qualunque tipo di stabilità. In entrambe le nazioni infuriano guerre civili, in Siria dal 2011 e in Yemen dal 2015, guerre che hanno portato a carestie, a epidemie, come quella di colera che imperversa in Yemen dal 2016, e alla quasi totale distruzione di tutte le infrastrutture sanitarie. Secondo l'opinione di esperti sanitari e politici, la diffusione in questi paesi dell'epidemia si tradurrebbe in una immane catastrofe.
A metà aprile, con più di 330 000 casi confermati e di 10 000 morti nel continente, le uniche nazioni asiatiche dove non era stato confermato alcun caso di COVID-19 erano Corea del Nord, Tagikistan e Turkmenistan, anche se molti dubbi sono stati sollevati in merito alla comunicazione dei casi da parte di questi Stati.

### Europa
Da 100 a 499 casi
     Da 500 a 999 casi
     Da 1 000 a 4 999 casi
     Da 5 000 a 9 999 casi
     Da 10 000 a 19 999 casi
     20 000+ casi

Numero di casi in relazione alla popolazione del Paese (casi ogni 100000 abitanti)

I casi confermati di COVID-19 in Italia, aggiornati al 15 ottobre 2020:
Da 100 a 499 casi
Da 500 a 999 casi
Da 1000 a 4999 casi
Da 5000 a 9999 casi
Da 10000 a 19999 casi
20000+ casi

Casi iniziali in Europa sono stati segnalati in Francia, Germania e altri paesi con un numero relativamente basso di casi.
Il 23 gennaio, due turisti cinesi a Roma si sono rivelati positivi al virus. I due erano arrivati a Milano tramite l'aeroporto di Milano-Malpensa e si erano recati a Roma con un autobus turistico.
Il 31 gennaio è stato registrato il primo caso in Spagna: un turista tedesco in villeggiatura a La Gomera, nelle Canarie.Il 9 febbraio il secondo caso è stato riportato in un uomo britannico in visita a Palma di Maiorca.
Il 21 febbraio è stato segnalato un importante focolaio in Italia. Il governo italiano ha risposto, tra l'altro, con misure di quarantena per le oltre 50 000 persone residenti negli undici comuni del Nord Italia più colpiti.
In Spagna, il 24 febbraio un medico italiano dalla Lombardia, in vacanza a Tenerife, è risultato positivo all'Hospital Universitario Nuestra Señora de Candelaria. Il 25 febbraio quattro nuovi casi relativi al focolaio italiano sono stati confermati in Spagna. La moglie del medico lombardo, che era in vacanza a Tenerife, è risultata anch'essa positiva. Anche un'altra donna italiana di 36 anni residente in Spagna, la quale ha soggiornato a Bergamo e Milano dal 12 al 22 febbraio, è risultata positiva a Barcellona. Un uomo spagnolo di Vila-real, che di recente era stato a Milano, è risultato positivo ed è stato ricoverato all'Ospedale Universitario De La Plana. Un uomo di 24 anni, recentemente tornato dal Nord Italia, è risultato positivo ed è stato ricoverato all'Ospedale Carlos III di Madrid. Il 26 febbraio anche altri due turisti italiani, che erano in vacanza insieme al medico italiano e sua moglie, sono risultati positivi. Il gruppo è stato trasferito all'Hospital Universitario Nuestra Señora de Candelaria e sottoposto a quarantena. A Barcellona, un uomo di 22 anni, di ritorno da una visita in Italia di pochi giorni prima, è risultato positivo. Viene riportato anche un secondo caso a Madrid. A Siviglia si conferma il primo caso in Andalusia e il 12° nel paese, un uomo di 62 anni.
In Italia, al 26 febbraio, ci sono stati 455 casi confermati di coronavirus e 12 decessi, che ha il secondo numero più alto di infezioni per paese nel mondo, dopo la Cina. Da allora l'epidemia si è velocemente diffusa e al 1º marzo, erano 1 694 i casi confermati (tra cui 34 casi mortali) in Italia, la maggior parte in Lombardia. Al 5 marzo i dati parlano di 3858 contagiati, di cui 148 morti e 440 guariti.
Nel continente, al 6 marzo nuovi casi vennero registrati in Andorra, Austria, Belgio, Bosnia ed Erzegovina, Città del Vaticano, Croazia, Danimarca, Estonia, Finlandia, Francia, Germania, Grecia, Irlanda, Islanda, Lettonia, Liechtenstein, Lituania, Lussemburgo, Macedonia del Nord, Norvegia, Paesi Bassi, Polonia, Portogallo, Principato di Monaco, Regno Unito, Repubblica Ceca, Romania, Russia, San Marino, Slovenia, Spagna, Svezia, Svizzera, Ucraina, Ungheria. La maggior parte era legata all'Italia, dove le autorità hanno lottato per contenere un focolaio che ha infettato almeno 400 persone, la maggior parte delle quali nel nord vicino a Milano.
All'11 marzo 2020 (ore 17:00), l'Italia divenne il secondo Paese al mondo per numero di infezioni, dopo la Cina con un numero 15113 casi e 1016 vittime; lo stesso giorno è stato emanato il "decreto #IoRestoACasa", che ha esteso la quarantena a tutti i cittadini italiani, con conseguente chiusura di tutte le attività commerciali non indispensabili.

### Americhe
1-9 casi confermati
     10-99 casi confermati
     100-999 casi confermati
     1 000-9 999 casi confermati
     10 000-99 999 casi confermati
     100 000+ casi confermati

1-9 casi confermati
10-99 casi confermati
100-999 casi confermati casi confermati}}legenda

Casi ogni 100 000 residenti negli Stati Uniti d'America.

Il primo caso di COVID-19 nel Nordamerica è stato confermato il 20 gennaio 2020, quando la malattia è stata riscontrata in un trentacinquenne cinese che il 15 gennaio era tornato nello Stato di Washington dopo essere stato a visitare la sua famiglia a Wuhan e che il 19 gennaio aveva fatto richiesta di assistenza medica. Dopo gli USA il secondo paese dell'America settentrionale e confermare un caso di COVID-19 è stato il Canada, dove un uomo tornato a Toronto da Wuhan è stato trovato positivo al virus il 25 gennaio. Da allora il virus si è via via diffuso e al 25 marzo tutti i paesi dell'America del Nord, inclusi quelli dell'America centrale e dei Caraibi avevano confermato almeno un caso di COVID-19.
A partire dagli ultimi giorni di marzo gli Stati Uniti d'America sono risultati il paese più colpito al mondo, tanto che il 25 aprile il numero di casi confermati avevano superato le 900 000 unità, ossia circa il 33% del totale mondiale, e le morti erano state più di 50 000.
Per quanto riguarda il Sudamerica, il primo caso della malattia è stato confermato nella regione il 25 febbraio, quando il Brasile ha annunciato di aver trovato positivo alla COVID-19 un sessantunenne brasiliano di San Paolo rientrato il giorno prima dalla Lombardia. Il secondo paese dopo il Brasile è stato l'Argentina, dove il primo casi di COVID-19 è stato registrato il 3 marzo, e, quando il 3 aprile è stato confermato un caso anche nelle isole Falkland, tutti gli Stati e i territori dell'America meridionale avevano registrato almeno un caso della malattia nei loro confini. Un così tardivo scoppio dell'epidemia nel continente sudamericano rispetto a quando accaduto nel Nordamerica è, secondo molti, frutto del fatto che i paesi sudamericani sono riusciti a prepararsi all'arrivo del virus quando questo ha cominciato a diffondersi nell'America del Nord e prima ancora di avere registrato casi nel proprio territorio. Così, ad esempio, il Brasile ha portato il livello di allerta da 2 a 3, considerando la COVID-19 un "pericolo imminente" per il paese, già il 28 gennaio, ossia quasi un mese prima della prima conferma in territorio brasiliano.
Sono diversi gli aspetti che suscitano preoccupazione negli esperti sanitari per la sempre maggior diffusione nelle Americhe della COVID-19. Per quanto riguarda gli Stati Uniti d'America, dove New York risulta essere la città più colpita di tutto il mondo, il problema maggiore è costituito da coloro i quali non sono coperti da assicurazione medica, essendo quello degli USA un sistema assicurativo privatistico, infatti, molti temevano già a inizio marzo che il proliferare del virus nelle classi meno abbienti avrebbe portato a un'ecatombe. Per quanto invece riguarda il Sudamerica, in cui, come detto, la tempestività nel mettere in atto le prime misure di sicurezza sembra aver avuto un certo effetto nel contenere i contagi, suscitano molta preoccupazione la situazione dei luoghi periferici delle grandi metropoli brasiliane, le cosiddette favelas, dove la popolazione vive in condizioni igieniche carenti e dove è quasi impossibile mantenere il distanziamento sociale, e anche la situazione dei popoli indigeni dell'Amazzonia, dove il virus è arrivato all'inizio di aprile, che potrebbero essere sterminati da una simile epidemia.
Oltre a questi casi particolari, esistono poi nell'America meridionale intere nazioni già in crisi da tempo, come il Venezuela, l'Ecuador e la Bolivia, paesi in cui il sistema sanitario è da molti ritenuto insufficiente a fronteggiare un'epidemia come quella che si è scatenata in Europa e nell'America del Nord. In particolare, in Venezuela, nel contesto della fame e dell'inadeguatezza del sistema sanitario pubblico, sono stati segnalati tentativi di repressione, censura e violazione dei diritti umani da parte del governo socialista di Maduro.

### Oceania
Da 1 a 9
     Da 10 a 99
     Da 100 a 999
     Da 1 000 a 9 999
     Più di 10 000

Da 1 a 9
Da 10 a 99
Da 100 a 999
Da 1000 a 9999
Più di 10000
La diffusione dei casi confermati di COVID-19 in Oceania (all'11 dicembre 2021)

Il primo caso della COVID-19 nel continente oceaniano è stato riscontrato in Australia il 25 gennaio 2020; in particolare si trattava di un cittadino cinese arrivato a Melbourne da Guangzhou il 19 gennaio, e più tardi lo stesso giorno furono confermati altri tre casi a Sydney, dove tre cittadini cinesi provenienti da Wuhan furono esaminati all'aeroporto e trovati positivi alla malattia. Dopo l'Australia, il secondo Paese raggiunto dalla COVID-19 è stata la Nuova Zelanda, che ha confermato il primo caso dell'epidemia sul proprio territiorio il poco più di un mese dopo, il 28 febbraio.
Da allora il contagio si è via via diffuso e, a metà aprile, i paesi oceaniani coinvolti erano in tutto 6 su un totale di 16, con il numero totale di casi confermati che aveva superato le 8 000 unità e le morti che avevano superato di poco la soglia delle 80 unità, la maggior parte dei quali riscontrato in Australia.
A metà aprile solo sei, tra stati sovrani e collettività di altre nazioni, avevano confermato la presenza di casi di COVID-19 nei loro confini, mentre altri 10 non erano ancora entrati in contatto con il virus. In particolare i territori colpiti erano: Australia, isole Figi, Nuova Caledonia, Nuova Zelanda, Papua Nuova Guinea e Polinesia francese, mentre gli stati ancora negativi al contagio erano: Kiribati, le Isole Marshall, gli Stati Federati di Micronesia, Nauru, Palau, Samoa, le Isole Salomone, Tonga, Tuvalu e Vanuatu.
In tutti gli Stati, che prendono decisioni autonomamente l'uno dall'altro, sono state attuate misure di prevenzione per limitare il più possibile la diffusione dei contagi. Tali misure sono state all'inizio solamente il controllo degli arrivi nel paese da altre nazioni ma presto, nella maggior parte dei casi, tutti i viaggi da e per l'estero che non riguardassero beni di prima necessità sono stati interrotti. Uno dei problemi che si riscontra in Oceania è proprio il fatto che molti degli arcipelaghi insulari sono dipendenti da altre nazioni, prime fra tutti l'Australia e la Nuova Zelanda, anche per beni di prima necessità e che quindi i viaggi tra i paesi non possono essere del tutto interrotti. Se, quindi, il relativo isolamento geografico di questi piccoli Stati li preserva in parte dal contagio, tale isolamento pone però dei problemi di sopravvivenza economica dovuti alla significativa diminuzione di rifornimenti fondamentali, quali ad esempio quelli sanitari.
A metà aprile, anche gli Stati in cui la COVID-19 non era stata ancora rilevata avevano attuato misure di prevenzione, dichiarando quasi tutti lo stato di emergenza, diminuendo il numero di voli provenienti dalla terraferma e di navi da crociera o da pesca straniere nelle proprie acque e arrivando, nel caso di Vanuatu e di Samoa (che sta riprendendosi da un recente focolaio di morbillo che ha colpito il 3% della popolazione), alla chiusura totale delle attività.
Stando alle dichiarazioni degli economisti esperti della regione, la maggior minaccia derivante dalla COVID-19 per gli arcipelaghi del Pacifico è più economica che sanitaria: molti di questi arcipelaghi infatti vedono nel turismo la loro più grande fonte di introiti e il turismo è proprio uno dei settori economici maggiormente messi in crisi dalla pandemia.

## Diffusione extra-nazionale
L'epidemia di coronavirus ha avuto anche una diffusione extra-territoriale. Diverse navi da crociera hanno registrato casi di SARS-CoV-2, dando origine a diversi focolai. Il caso più noto è quello della nave da crociera Diamond Princess, nelle coste giapponesi, che ha registrato 712 casi.

## Stati e territori senza alcun caso confermato
Al 19 gennaio 2023, solo 1 Paese non ha alcun caso confermato di COVID-19:
- Turkmenistan (dove è sospetta la presenza di casi, ma nessun caso è stato ufficialmente riportato dalle autorità);[358]

### Turkmenistan
Il Turkmenistan, ufficialmente repubblica presidenziale, de facto dittatura personale, dichiara che la pandemia non ha raggiunto il suo territorio, tuttavia la trasparenza nel comunicare le informazioni è ambigua. Non esiste una stima del vero numero di infetti nel paese.

## Cronologia dei casi confermati
| Data             | Paese o territorio |
| ---------------- | --- |
| 1º dicembre 2019 | Cina |
| 13 gennaio 2020  | Thailandia |
| 16 gennaio 2020  | Giappone |
| 20 gennaio 2020  | Corea del Sud • Stati Uniti |
| 21 gennaio 2020  | Taiwan |
| 22 gennaio 2020  | Hong Kong • Macao |
| 23 gennaio 2020  | Singapore • Vietnam |
| 24 gennaio 2020  | Francia • Nepal |
| 25 gennaio 2020  | Australia • Canada • Malaysia |
| 27 gennaio 2020  | Cambogia • Germania • Sri Lanka |
| 29 gennaio 2020  | Emirati Arabi Uniti • Finlandia |
| 30 gennaio 2020  | Filippine • India • Italia |
| 31 gennaio 2020  | Regno Unito • Russia • Spagna • Svezia |
| 4 febbraio 2020  | Belgio |
| 14 febbraio 2020 | Egitto |
| 19 febbraio 2020 | Iran |
| 21 febbraio 2020 | Israele • Libano |
| 24 febbraio 2020 | Afghanistan • Bahrein Iraq • Kuwait Oman |
| 25 febbraio 2020 | Algeria • Austria Brasile • Croazia • Svizzera |
| 26 febbraio 2020 | Georgia • Grecia • Macedonia del Nord • Norvegia • Pakistan • Romania |
| 27 febbraio 2020 | Danimarca • Estonia • Paesi Bassi • Nigeria • San Marino |
| 28 febbraio 2020 | Azerbaigian • Bielorussia • Islanda • Lituania • Messico • Monaco • Nuova Zelanda |
| 29 febbraio 2020 | Ecuador • Irlanda • Lussemburgo • Qatar |
| 1º marzo 2020    | Armenia • Rep. Ceca • Rep. Dominicana • Saint-Barthélemy • Saint-Martin |
| 2 marzo 2020     | Andorra • Indonesia • Giordania • Lettonia • Marocco • Portogallo • Arabia Saudita • Senegal • Tunisia |
| 3 marzo 2020     | Argentina • Cile • Gibilterra • Liechtenstein • Ucraina |
| 4 marzo 2020     | Fær Øer • Guyana francese • Polonia • Slovenia • Ungheria |
| 5 marzo 2020     | Bosnia ed Erzegovina • Martinica • Palestina • Sudafrica |
| 6 marzo 2020     | Bhutan • Camerun • Colombia • Costa Rica • Perù • Serbia • Slovacchia • Togo • Città del Vaticano |
| 7 marzo 2020     | Maldive • Malta • Moldavia • Paraguay |
| 8 marzo 2020     | Albania • Bangladesh • Bulgaria |
| 9 marzo 2020     | Brunei • Cipro • Guernsey • Panama |
| 10 marzo 2020    | Bolivia • Burkina Faso • Cipro del Nord • Giamaica • Jersey • Mongolia • RD del Congo • Turchia |
| 11 marzo 2020    | Costa d'Avorio • Cuba • Guyana • Honduras • Polinesia francese • La Riunione |
| 12 marzo 2020    | Saint Vincent e Grenadine • Trinidad e Tobago |
| 13 marzo 2020    | Antigua e Barbuda • Aruba • Curaçao • Etiopia • Gabon • Ghana • Guadalupa • Guatemala • Guinea • Isole Cayman • Isole Vergini Americane • Kazakistan • Kenya • Kosovo • Porto Rico • Saint Lucia • Sudan • Suriname • Uruguay • Venezuela |
| 14 marzo 2020    | Guinea Equatoriale • eSwatini • Mauritania • Mayotte • Namibia • Rep. Centrafricana • Rep. del Congo • Ruanda • Seychelles |
| 15 marzo 2020    | Akrotiri e Dhekelia • Bahamas • Guam • Uzbekistan |
| 16 marzo 2020    | Benin • Groenlandia • Liberia • Somalia • Tanzania |
| 17 marzo 2020    | Barbados • Gambia • Montenegro • Sint Maarten |
| 18 marzo 2020    | Bermuda • El Salvador • Gibuti • Kirghizistan • Mauritius • Montserrat • Nuova Caledonia • Nicaragua • Zambia |
| 19 marzo 2020    | Angola • Ciad • Figi • Haiti • Isola di Man • Niger |
| 20 marzo 2020    | Capo Verde • Madagascar • Papua Nuova Guinea • Timor Est • Uganda • Zimbabwe |
| 21 marzo 2020    | Eritrea • Transnistria |
| 22 marzo 2020    | Dominica • Grenada • Isole Åland • Mozambico • Siria |
| 23 marzo 2020    | Belize • Birmania • Turks e Caicos |
| 24 marzo 2020    | Laos • Libia |
| 25 marzo 2020    | Guinea-Bissau • Isole Vergini Britanniche • Mali • Saint Kitts e Nevis |
| 26 marzo 2020    | Anguilla |
| 28 marzo 2020    | Isole Marianne Settentrionali |
| 30 marzo 2020    | Botswana |
| 31 marzo 2020    | Burundi • RP di Doneck • Repubblica Popolare di Lugansk • Sierra Leone • Sint Eustatius • Somaliland |
| 2 aprile 2020    | Malawi |
| 3 aprile 2020    | Isole Falkland |
| 4 aprile 2020    | Sahara Occidentale |
| 5 aprile 2020    | Saint-Pierre e Miquelon • Sudan del Sud |
| 6 aprile 2020    | São Tomé e Príncipe |
| 7 aprile 2020    | Abcasia • Artsakh |
| 10 aprile 2020   | Yemen |
| 11 aprile 2020   | Saba |
| 16 aprile 2020   | Bonaire |
| 30 aprile 2020   | Comore • Tagikistan |
| 6 maggio 2020    | Ossezia del Sud |
| 13 maggio 2020   | Lesotho |
| 3 ottobre 2020   | Isole Salomone |
| 16 ottobre 2020  | Wallis e Futuna |
| 28 ottobre 2020  | Isole Marshall |
| 9 novembre 2020  | Samoa Americane |
| 10 novembre 2020 | Vanuatu |
| 18 novembre 2020 | Samoa |
| 21 dicembre 2020 | Antartide |
| 8 gennaio 2021   | Micronesia |
| 18 maggio 2021   | Kiribati |
| 31 maggio 2021   | Palau |
| 5 ottobre 2021   | Svalbard e Jan Mayen |
| 29 ottobre 2021  | Tonga |
| 3 dicembre 2021  | Isole Cook |
| 30 dicembre 2021 | Isola Norfolk |
| 6 marzo 2022     | Isola di Natale |
| 8 marzo 2022     | Niue |
| 18 marzo 2022    | Isole Cocos (Keeling) |
| 2 aprile 2022    | Nauru |
| 12 maggio 2022   | Corea del Nord |
| 20 maggio 2022   | Tuvalu |
| 16 luglio 2022   | Isole Pitcairn |
| 21 dicembre 2022 | Tokelau |

1. 1 2 3 4  Stato non membro dell'ONU riconosciuto solo da alcuni membri dell'ONU
2. 1 2  Regione amministrativa speciale della Cina
3. 1 2 3 4 5  Collettività d'oltremare francese
4. 1 2 3 4 5 6 7 8 9 10  Territorio d'oltremare britannico
5. 1 2  Territorio autonomo della Danimarca
6. 1 2 3 4 5  Dipartimento d'oltremare francese
7. 1 2 3  Dipendenza della Corona britannica
8. 1 2 3  Paese del Regno dei Paesi Bassi
9. 1 2 3 4 5  Territorio degli Stati Uniti d'America
10. ↑  Collettività sui generis francese
11. 1 2 3  Stato non membro dell'ONU riconosciuto solo da altri Stati non membri dell'ONU
12. ↑  Regione autonoma della Finlandia
13. 1 2  Uno o due proto-stati mutualmente riconosciuti stabiliti da ribelli supportati da Russia e riconosciuti anche dall'Ossezia del Sud
14. 1 2 3  Municipalità speciale dei Paesi Bassi
15. ↑  Stato non membro dell'ONU non riconosciuto da nessun altro Stato
16. 1 2  Soggetto a disputa territoriale
17. ↑  Territorio de facto governato dai firmatari del Trattato Antartico
18. ↑  Territorio  della Norvegia
19. 1 2  Stato in ibera associazione con la Nuova Zelanda
20. 1 2 3  Territorio esterno dell'Australia
21. ↑  Territorio dipendente della Nuova Zelanda